# Hideto Sotobayashi
Hideto Sotobayashi (en japonés: 外林 秀人, Sotobayashi Hideto; Nagasaki, 1 de noviembre de 1929 - Berlín, 28 de diciembre de 2011) fue un químico japonés superviviente de Hiroshima que vivió después en Alemania. Durante mucho tiempo fue investigador en el Instituto Fritz Haber de la Sociedad Max Planck.
El 6 de agosto de 1945, Sotobayashi se encontraba en la escuela cuando la bomba atómica fue lanzada sobre Hiroshima. A pesar de la terrible explosión, quedó prácticamente ileso, pudo escapar de las ruinas de la escuela y rescatar a un amigo cercano aunque no sobreviviera finalmente a la catástrofe. Inmediatamente después fue a la Zona cero de la explosión en busca de un huésped de la familia, a quien encontró también muerto. Experimentó en carne propia los efectos terribles de la bomba atómica. Su madre murió tres días después del bombardeo debido a la radiactividad.
Durante mucho tiempo, Sotobayashi guardó silencio sobre su experiencia por consideración a sus familiares, ya que los hibakusha en Japón están estigmatizados y discriminados. Sólo a partir de 2007 relató en conferencias públicas y en colegios su experiencia y el cambio que supuso para él aquel acontecimiento. Numerosos medios de comunicación lo entrevistaron y él se pronunció en contra del uso de la energía nuclear, especialmente en el sector militar aunque también en el industrial, haciendo hincapié en la libertad de la investigación básica y pidiendo un enfoque racional de los efectos de la radiación nuclear. Sotobayashi vivió en Berlín desde 1965 hasta su muerte.